# لدلی کینگ
لدلی کینگ(به انگلیسی: Ledley King) زادهٔ ۱۲ اکتبر ۱۹۸۰در انگلستان است و در تیم تاتنهام بازی کرده‌است و تاکنون ۲۱ بازی ملی هم برای تیم ملی فوتبال انگلستان انجام داده‌است. .